# Parc de la Prehistòria
El Parc de la Prehistòria és un equipament cultural situat al consejo de Teberga, a Astúries, prop de la capital Samartín (a 3,5 km, al llogaret de San Salvador d'Alesga), on es mostren diversos aspectes de la vida al Paleolític amb reproduccions dels objectes d'ús habitual, unes coves i poblats. Està format per tres àrees:
- Zona de recepció
- Galeria
- Cova de Coves

El lloc tanca a l'hivern el dilluns, dimarts i dimecres, i el dilluns i dimarts en temporada mitjana; l'estiu està obert tots els dies. L'entrada té un cost moderat.